# 北塔斯廷 (加利福尼亞州)
北塔斯廷（英語：North Tustin）是位於美國加利福尼亞州橘縣的一個人口普查指定地區。

## 地理
北塔斯廷的座標為33°45′54″N 117°47′57″W / 33.76500°N 117.79917°W，而該地最高點為海拔高度78米（即256英尺）。

## 人口
根據2010年美國人口普查的數據，北塔斯廷的面積為17.284平方千米，均為陸地。當地共有人口24917人，而人口密度為每平方千米1,441人。